# Муса Сисоко
Муса Сисоко (фр. Moussa Sissoko; Ле Блан Менил, 16. август 1989) је француски фудбалер који тренутно игра за Нант.
Први сениорски клуб била му је Тулуза, за коју је играо од 2007. до 2013. године. За Тулузу је одиграо 192 утакмице и дао је 20 голова. За репрезентацију је дебитовао 2009. године.